# Fiori d'acciaio
Fiori d'acciaio (Steel Magnolias) è un film del 1989 diretto da Herbert Ross, tratto dal dramma teatrale di Robert Harling che curò anche la sceneggiatura.

## Trama
Nella cittadina immaginaria di Chinquapin, capoluogo dell'omonima Chinquapin Parish, in Louisiana, sei donne dall'età e dai caratteri completamente diversi si ritrovano nel salone di bellezza di Truvy Jones, tra pettegolezzi e i vari alti e bassi della vita. Oltre alla proprietaria Truvy, fra loro ci sono due anziane amiche, la vedova Louisa "Ouiser" Boudreaux e Clairee Belcher, l'ingenua e religiosa aiutante Annelle, la signora Mary Lynn Eatenton e la sua giovane figlia Shelby.
Shelby sta per sposarsi e dopo il matrimonio, nonostante una grave forma di diabete e il parere contrario dei medici, decide di diventare madre, il sogno irrinunciabile della propria vita. Col passare del tempo la malattia si aggrava e Shelby entra in dialisi fino a quando la madre le dona un rene. Quando Shelby, che nonostante le cure non ha mai vinto la battaglia contro la malattia, è vittima di una ischemia fatale, le donne si stringono tutte intorno a Mary Lynn e tra lacrime e risate instaureranno un'unione al femminile, come dei fiori ma fatti d'acciaio, che non si spezzano davanti alle dure avversità della vita.

## Distribuzione
Il film è stato distribuito nelle sale cinematografiche statunitensi il 15 novembre 1989.

## Curiosità
- Il titolo inglese (Steel Magnolias, lett. "Magnolie d'acciaio") è un appellativo dato alle donne del sud degli Stati Uniti dove la magnolia è un albero molto diffuso.
- In seguito al successo della pellicola era stato girato l'episodio pilota per un sequel. Il cast vedeva Cindy Williams nel ruolo di M'Lynn, Sally Kirkland come Truvy, Elaine Stritch Ouiser e Polly Bergen Clairee. La serie però non venne prodotta ma l'episodio pilota fu trasmesso dalla CBS il 17 agosto 1990.
- Nel 2012 il network Lifetime ha prodotto il remake Steel Magnolias di Kenny Leon con un cast di attrici afroamericane: Queen Latifah (M'Lynn), Jill Scott (Truvy), Alfre Woodard (Ouiser) e Phylicia Rashād (Clairee).
- Tale film ha ispirato il nome adottato da una squadra di basket femminile nata nel 2017, la Magnolia Basket Campobasso.

## Riconoscimenti
- 1990 - Premio Oscar
  - Candidatura Miglior attrice non protagonista a Julia Roberts
- 1990 - Golden Globe
  - Migliore attrice non protagonista a Julia Roberts
  - Candidatura Migliore attrice in un film drammatico a Sally Field
- 1991 - Premio BAFTA
  - Candidatura Miglior attrice non protagonista a Shirley MacLaine
- 1990 - People's Choice Awards
  - Miglior film drammatico
  - Candidatura Miglior attrice non protagonista a Julia Roberts
  - Candidatura Miglior attrice non protagonista a Shirley MacLaine
- 1990 - Taormina Film Fest
  - Candidatura Arancio d'oro al miglior film